# Ріят Шала
Ріят Шала (алб. Rijat Shala, нар. 26 вересня 1983, Призрен) — швейцарський футболіст косоварського походження, півзахисник.
Виступав, зокрема, за клуб «Салернітана», а також молодіжну збірну Швейцарії.

## Клубна кар'єра
Шала народився в тодішній Соціалістичній Федеративній Республіці Югославія, в провінції Косово, і є етнічним албанцем. Через війну родина переїхала до Швейцарії, де Ріят і дебютував у дорослому футболі 2000 року виступами за команду «Лугано», в якій провів три сезони, взявши участь у 45 матчах чемпіонату. Згодом з 2003 по 2004 рік грав у складі інших місцевих команд «Шаффгаузен» та «Грассгоппер».
Своєю грою за останню команду привернув увагу представників тренерського штабу італійського клубу «Салернітана», до складу якого приєднався 2004 року. Відіграв за команду з Салерно наступні два сезони своєї ігрової кар'єри, по одному у Серії В і С1. Більшість часу, проведеного у складі «Салернітани», був основним гравцем команди.
У сезоні 2006/07 Шала грав з іншу команду Серії С1 «Фоджа», після чого 6 липня 2007 року став гравцем «Кальярі» з Серії А. Однак у новій команді він офіційно вийшов на поле лише в матчі Кубка Італії 29 серпня 2007 року проти «Сієни» і через серйозну травму практично пропустив весь сезон. По його завершенні покинув команду і надалі грав за нижчолігові італійські клуби «Таранто» та «Новара».
29 серпня 2011 року, після 8 років проведених в Італії, Шала повернувся до рідного «Лугано». Однак цього разу футболіст провів за клуб лише один матч чемпіонаті і трохи більше ніж через місяць, 19 жовтня 2011 року, розірвав контракт з клубом.
Згодом захищав кольори албанських клубів «Теута» та «Влазнія», а 2015 року грав за «Амікаль» з Вануату. Завершував ігрову кар'єру у нижчолігових швейцарських клубах.

## Виступи за збірну
Протягом 2004—2006 років залучався до складу молодіжної збірної Швейцарії, з якою брав участь у молодіжному чемпіонаті Європи 2004 року в Німеччині, де Швейцарія посіла останнє місце в групі, набравши лише одне очко. Всього на молодіжному рівні зіграв у 26 офіційних матчах.